# Laphria kistjakovskiji
Laphria kistjakovskiji là một loài ruồi trong họ Asilidae. Laphria kistjakovskiji được Paramonov miêu tả năm 1929. Loài này phân bố ở vùng Cổ Bắc giới.